# Loitzendorf
Loitzendorf ist eine Gemeinde im niederbayerischen Landkreis Straubing-Bogen und ein Mitglied der Verwaltungsgemeinschaft Stallwang.

## Geografie
Die Gemeinde liegt in der Region Donau-Wald im vorderen Bayerischen Wald.

### Gemeindegliederung
Es gibt 22 Gemeindeteile (in Klammern ist der Siedlungstyp angegeben):
- Au (Weiler)
- Auhof (Weiler)
- Berghaus (Einöde)
- Blüthensdorf (Einöde)
- Edenhof (Einöde)
- Gallnerwies (Einöde)
- Gittensdorf (Weiler)
- Heubeckengrub (Weiler)
- Höhenstadl (Weiler)
- Holzhaus (Einöde)
- Holzhof (Weiler)
- Kager (Dorf)
- Kleinfeld (Einöde)
- Loitzendorf (Pfarrdorf)
- Maierhofen (Einöde)
- March (Weiler)
- Obermannbach (Weiler)
- Pfauhof (Weiler)
- Rißmannsdorf (Dorf)
- Rottensdorf (Dorf)
- Stockwies (Einöde)
- Streitberg (Dorf)

Es gibt die Gemarkungen Gittensdorf und Loitzendorf.

## Geschichte

### Bis zur Gemeindegründung
Loitzendorf gehörte zum Rentamt Straubing des Kurfürstentums Bayern. Im Zuge der Verwaltungsreformen in Bayern entstand mit dem Gemeindeedikt von 1818 die heutige Gemeinde.

### Eingemeindungen
Im Zuge der Gebietsreform in Bayern wurde am 1. Januar 1974 wurde die Gemeinde Gittensdorf eingegliedert.

### Ausgliederungen
Am 1. Mai 1978 wurden die 1974 aus der ehemaligen Gemeinde Gittensdorf eingegliederten Gemeindeteile Haselhof, Traumarch, Weigelsberg und Wiedenhof in die Gemeinde Traitsching im Landkreis Cham in der Oberpfalz umgegliedert.

### Einwohnerentwicklung
Im Zeitraum 1988 bis 2018 wuchs die Gemeinde von 589 auf 613 um 24 Einwohner bzw. um 4,1 %.
- 1840: 626 Einwohner[7]
- 1871: 705 Einwohner[7]
- 1900: 702 Einwohner[7]
- 1925: 677 Einwohner[7]
- 1939: 597 Einwohner[7]
- 1950: 757 Einwohner[7]
- 1961: 572 Einwohner[7]
- 1970: 576 Einwohner[7]
- 1987: 581 Einwohner[7]
- 1991: 606 Einwohner
- 1995: 611 Einwohner
- 2000: 602 Einwohner
- 2005: 630 Einwohner
- 2010: 620 Einwohner
- 2015: 614 Einwohner

## Politik und Öffentliche Verwaltung

### Bürgermeister
Erster Bürgermeister ist seit 1. Mai 2008 Johann Anderl. Dieser wurde bei der Wahl 2020 mit 80,29 % bis 2026 bestätigt. Vorgänger war Hermann Schauber (CSU/CWB). 

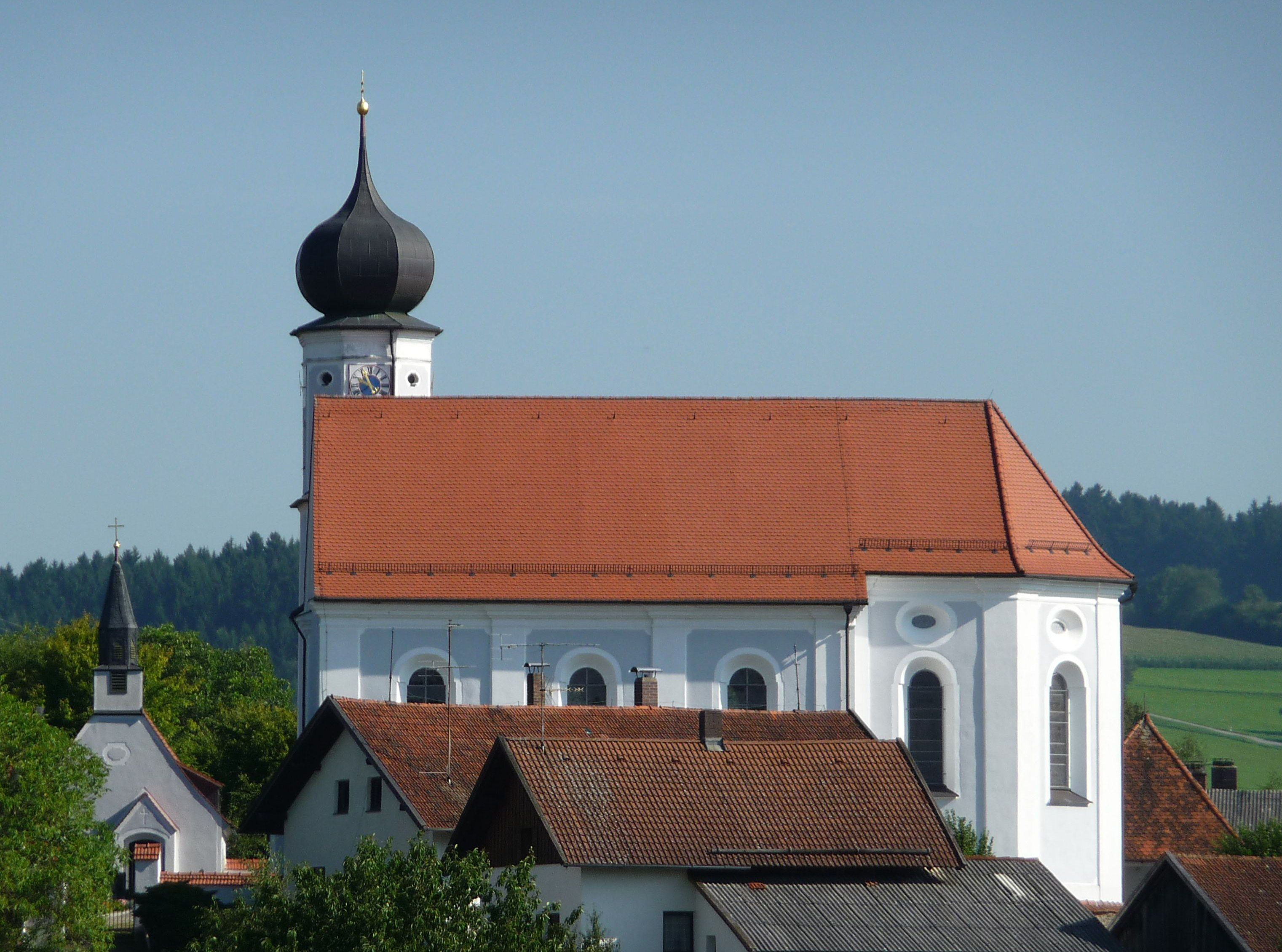
Die Pfarrkirche St. Margareta

### Gemeinderat
Der Gemeinderat besteht aus dem Ersten Bürgermeister und acht Gemeinderatsmitgliedern.

### Gemeindepartnerschaften
- Hennersdorf in Sachsen

### Wappen
| Wappen Gde. Loitzendorf | Blasonierung: „Gespalten von Silber und Blau mit einem Drachen in verwechselten Farben, der in den Vorderklauen eine schwebende schwarze Spitze hält.“ |
| Wappen Gde. Loitzendorf | Wappenbegründung: Der Drache stellt als Attribut der heiligen Margareta eine Verbindung zur Kirchenpatronin von Loitzendorf her. Die Tingierung in Silber und Blau erinnert daran, dass die Hauptorte der Gemeinde, Loitzendorf und Rißmannsdorf, ursprünglich Besitz der Grafen von Bogen waren und nach deren Aussterben Mitte des 13. Jahrhunderts unter wittelsbachische Landesherrschaft kamen. Die schwarze Spitze stammt aus dem Wappen der Freiherren von Weichs auf Falkenfels, die von 1683 bis 1796 die Grund- und Niedergerichtsherrschaft in den Hofmarken Loitzendorf und Rißmannsdorf ausübten. Dieses Wappen wird seit 1981 geführt. |

## Wirtschaft einschließlich Land- und Forstwirtschaft
Es gab 2021 nach der amtlichen Statistik im produzierenden Gewerbe elf und im Bereich Handel und Verkehr keine sozialversicherungspflichtig Beschäftigten am Arbeitsort. Sozialversicherungspflichtig Beschäftigte am Wohnort gab es insgesamt 263. Im verarbeitenden Gewerbe gab es keinen und im Bauhauptgewerbe gab es einen Betrieb. Es bestanden im Jahr 2016 20 landwirtschaftliche Betriebe mit einer landwirtschaftlich genutzten Fläche von 544 ha, davon waren 242 ha Ackerfläche und 302 ha Dauergrünfläche.

## Persönlichkeiten
- Carl Haidn (1903–1998), Politiker